# Edwin de Graaf
Edwin de Graaf (L'Aia, 30 aprile 1980) è un allenatore di calcio ed ex calciatore olandese, di ruolo centrocampista.

## Carriera

### Giocatore
Ha giocato nella massima serie dei campionati olandese e scozzese.